# Nipponomyia khasiana
Nipponomyia khasiana är en tvåvingeart som beskrevs av Alexander 1936. Nipponomyia khasiana ingår i släktet Nipponomyia och familjen hårögonharkrankar. Inga underarter finns listade i Catalogue of Life.